# Puków (gmina)
Puków – dawna gmina wiejska w powiecie rohatyńskim województwa stanisławowskiego II Rzeczypospolitej. Siedzibą gminy był Puków.
Gminę utworzono 1 sierpnia 1934 r. w ramach reformy na podstawie ustawy scaleniowej z dotychczasowych gmin wiejskich: Cześniki, Danilcze, Dubryniów, Puków, Stratyn, Ujazd i Żołczów.
Po II wojnie światowej obszar gminy znalazł się w ZSRR.